# Anthony Jeselnik
Anthony Jeselnik (né le 22 décembre 1978) est un comédien, humoriste, auteur, acteur et producteur américain. Il est connu pour son style de comédie noire, qui met l'accent sur l'ironie, les chutes surprenantes et absurdes, les insultes mordantes, un comportement arrogant et un personnage de scène qui prend souvent des positions amorales.
Il est auteur pour Late Night with Jimmy Fallon lors de sa première saison et anime un Comedy Central Presents en 2009. Après avoir sorti son premier album acclamé par la critique, Shakespeare, en 2010, il écrit pour le Comedy Central Roasts et devient interprète en 2011 pour le roast de Donald Trump. Il participe également aux roasts de Charlie Sheen et Roseanne Barr en 2012. En 2013, il anime sa propre émission sur Comedy Central pendant deux saisons, The Jeselnik Offensive, et sort son deuxième album, Caligula, qui se double d'un stand-up spécial d'une heure.
Le 22 juillet 2015, il remplace JB Smoove en tant que nouvel animateur de la série Last Comic Standing de NBC, nommée aux Emmy Awards. Son deuxième stand-up spécial, Thoughts and prayers, sort en octobre 2015 sur Netflix. Il sort la première saison du podcast produit par NFL Media The Rosenthal & Jeselnik Vanity Project (ou RJVP ) avec son meilleur ami Gregg Rosenthal. La deuxième saison sort en 2018 sur le réseau de podcast Comedy Central sous le nom légèrement différent de The Jeselnik & Rosenthal Vanity Project (ou JRVP ).

## Jeunesse
Anthony Jeselnik est né à Pittsburgh, Pennsylvanie, le 22 décembre 1978, fils de Stéphanie et Anthony F. Jeselnik, dont le nom et l'ascendance sont originaires de Slovénie. Il a grandi à Upper St. Clair. Il voulait faire rire les autres dès son plus jeune âge, à l'école primaire, il interrompait souvent la classe pour raconter une blague. C'est lorsqu'il s'est rendu compte que les adultes riaient de ses blagues qu'il en a déduit que «si vous êtes assez intelligent pour que les adultes comprennent, vous pouvez vous en tirer avec n'importe quoi». Il restait souvent éveillé pour essayer de regarder Saturday Night Live et, en vieillissant, The Ben Stiller Show et Mr. Show. Il est diplômé de Upper St. Clair High School en 1997. Il a obtenu un baccalauréat en littérature anglaise avec une mineure en commerce de l'Université de Tulane en 2001. Au cours de sa dernière année à Tulane, sa petite amie a accidentellement incendié son appartement, anecdote qu'il utilisera plus tard comme matériel de stand-up. Il était membre de la fraternité Alpha Tau Omega à l'université de Tulane. Son rêve original était d'écrire un grand roman américain, mais un stage à Los Angeles entre ses premières et dernières années d'université l'a convaincu qu'il y avait d'autres voies pour un écrivain.
Au début de la vingtaine, il déménage à Los Angeles et travaille dans un Borders quand il essaye le stand-up pour la première fois. Il trouve un livre de l'écrivain et comédien Greg Dean promouvant ses ateliers de comédie à Santa Monica. Lors de sa première tentative de blague, il imitait son père piqué par des guêpes. À la fin du sketch - qui n'a duré qu'une minute, mais « qu'il a ressenti comme 10» - personne n'avait ri, ce qui a conduit Jeselnik à abandonner le imitations et le comique physique. Après avoir été licencié par Borders, il travaille comme commis comptable pour Deadwood, période pendant laquelle il se produit lors de soirées à micro ouvert. Inspiré en partie par Mitch Hedberg, Dennis Miller, Sarah Silverman, et Steven Wright, c'est au bout de deux ans de carrière de stand-up qu'il a une «illumination». Après avoir écrit une blague inhabituelle avec une touche sombre, la réponse du public l'encourage à se concentrer davantage dans ce domaine. La blague, intitulée «Ma petite amie aime manger du chocolat», a ensuite été présentée sur Shakespeare,. L'endroit où il trouve sa «maison» est le Comedy Cellar, où on le laisse prendre les premiers sets afin qu'il puisse rentrer tôt chez lui et dormir pour travailler le lendemain matin. Il y côtoie des comédiens qu'il estime influents et apprécie particulièrement : Jim Norton, Colin Quinn, Bobby Kelly et Keith Robinson.

## Carrière
Son stand-up spécial produit par Comedy Central Presents sort en 2009 et il est nommé l'un des comédiens de l'année de Comedy Central aux côtés de Nick Kroll, Aziz Ansari, Whitney Cummings, Donald Glover, Matt Braunger, TJ Miller, Kumail Nanjiani et Jon Lajoie. La même année, il est embauché comme auteur pour Late Night avec Jimmy Fallon. Son travail de rêve, avant le stand-up ou son premier cours de comédie, était de s'asseoir autour d'une table et de «lancer des blagues avec des gens qu'on respecte». Après avoir obtenu le poste, ses propositions sont systématiquement refusées car jugées trop sombres. Par exemple, il veut faire une blague sur l'obésité chaque jour pendant un mois, et, bien que Fallon ait aimé la blague, il se sent mal à l'aise car cela compromettrait probablement sa sympathie auprès des personnes en surpoids. Pendant cette période, il est un habitué du Comedy Cellar de Greenwich Village, New York et va régulièrement y boire un «gros verre» après le travail et jouer son spectacle, tout en se sentant mal. En mars 2010, il démissionne. Ils lui répondent : «Nous comprenons - vous voulez devenir Anthony Jeselnik».
Il enregistre son premier album, Shakespeare, et en 2010 commence à écrire pour les roasts de Comedy Central Roast. Il les qualifie de « Super Bowl de la comédie», et confie qu'il adorait y participer à l'université. Alors qu'il écrit pour le roast de David Hasselhoff, les dirigeants de Comedy Central lui offrent l'opportunité de se produire sur le roast suivant qui serait son «grand moment», il se réfère au roast de Donald Trump comme «l'un de mes moments préférés de ma vie […] parce que personne ne savait qui j'étais et cela a vraiment surpris tout le monde. Et le lendemain, ma vie était complètement différente». Auparavant, le public n'est pas familier avec son style mais, après le roast de Trump, la foule s'agrandit et il se sent plus à l'aise. Immédiatement après sa performance, le réseau lui propose un contrat prévoyant un spécial d'une heure, trois roasts Comedy Central et un contrat de développement. Les deux autres roasts auxquels il participe sont le Comedy Central Roasts de Charlie Sheen en 2011 et Roseanne Barr en 2012,.
Il apparait à l'événement Power of Comedy en novembre 2012,.
En 2013, il anime sa propre émission sur Comedy Central, The Jeselnik Offensive. La chaine recherche une émission d'une demi-heure, quatre soirs par semaine après The Colbert Report intitulé Midnight. L'apport principal d'Anthony Jeselnik est le monologue, lui permettant de faire des blagues qu'il était incapable de faire dans Late Night avec Jimmy Fallon. Pour le pilote, il tente une interview de test avec une célébrité mais il déclare : «ça me va juste comme un mauvais costume». Pour le premier épisode de l'émission, il plaisante sur le cancer pour une association de soutien contre le cancer. Il déclare : «J'ai dû me battre avec Comedy Central pour mettre cela sur le premier épisode». Il cite le premier épisode de Chappelle's Show, dans lequel Dave Chappelle joue un Klansman afro-américain aveugle, qu'il considère comme «l'une des choses les plus sombres et expérimentales qu'ils aient jamais faites». Le sketch sert d'ouverture au premier épisode et reçoit un accueil positif; Jay Leno exprime par téléphone «à quel point il aime le segment sur le cancer». The Jeselnik Offensive dure deux saisons sur Comedy Central du 19 février 2013 au 27 août 2013.
Le premier stand-up spécial de Jeselnik, Caligula, sort en 2013,.
En octobre 2015, démarre le podcast Rosenthal & Jeselnik Vanity Project (RJVP), disponible sur NFL.com hébergé par Jeselnik et son ami diplômé de Tulane, Gregg Rosenthal de NFL Network.
En 2015, il sort son troisième stand up spécial acclamé par la critique, et le premier pour Netflix, Thoughts and Prayers. Le spécial d'une heure est marqué par l'humour noir caractéristique de Jeselnik pour les quarante premières minutes et des anecdotes personnelles pour les vingt dernières. Il discute des funérailles de sa grand-mère, de l'attentat du marathon de Boston, de l'annulation de The Jeselnik Offensive et des menaces de mort reçues à la suite d'un sketch nommé Shark Party, faisant suite à la mort d'un surfeur néo-zélandais attaqué par un requin.
En septembre 2018, il retourne à Comedy Central, signant un accord de développement multiplateforme comprenant de nouveaux épisodes du podcast hebdomadaire désormais nommé The Jeselnik & Rosenthal Vanity Project (JRVP), où Anthony Jeselnik et Gregg Rosenthal sont rejoints par la productrice et directrice du NFL Network Erica Tamposi.
Le dernier spécial stand-up de Jeselnik, Fire in the Maternity Ward, sort sur Netflix le 30 avril 2019.

## Vie privée
Anthony Jeselnik est athée. Il est sorti avec la comédienne Amy Schumer. Il est un grand fan des Steelers de Pittsburgh et admire Louis Lipps et Mike Webster. Son joueur préféré est Hines Ward.

## Enregistrements audio
- Shakespeare (2010)
- Caligula (2013)
- Thoughts and Prayers (2015)
- Fire in the Maternity Ward (2019)

## Spectacles et télévision

### Acteur
- 2009-2010 : Late Night avec Jimmy Fallon : Lui-même, Ron Dempsey. Également auteur.
- 2013 : Maron de Marc Maron : lui-même (Épisode: «Sex Fest»)

- 2014 : Garfunkel and Oates de Riki Lindhomme et Kate Micucci : Thomas (Épisode : «The Fadeaway»)
- 2014 : Comedy Bang ! Bang ! : Lui-même (épisode : «Amber Tamblyn porte une veste en cuir et des bottines noires»)

### Humoriste
- 2006 : participation à Premium blend
- 2008 : participation à Down and Dirty avec Jim Norton ( épisode 1.1)
- 2009 : Comedy Central présents
- 2011 : participation au festival Juste pour rire
- 2011 : participation aux émissions Comedy Central roasts de Donald Trump et Charlie Sheen
- 2011 : participation au John Oliver's New York Stand-Up Show (Épisode 2.3)
- 2012 : participation à l'émission Comedy Central roasts de Roseanne Barr
- 2012–2013 : participation à l'émission The Burn avec Jeff Ross (2 épisodes)
- 2013 : Anthony Jeselnik : Caligula
- 2013 : The Jeselnik Offensive (18 épisodes). Également producteur exécutif.
- 2015 : Last Comic Standing : Hôte (8 épisodes)
- 2015 : Anthony Jeselnik : Toughts and prayers
- 2018 : participation à l'émission Jeff Ross presents Roast Battle : Juge
- 2019 : Anthony Jeselnik : Fire in the maternity ward
- depuis 2019 : Good talk with Anthony Jeselnik : Hôte

### Auteur
- 2007 : 2007 MTV Movie Awards
- 2008 et 2010 : Night of Too Many Stars: An Overbooked Concert for Autism Education
- 2010 : Comedy Central Roast de David Hasselhoff
- 2013 : Comedy Central Roast de James Franco